# 魚孝善
魚 孝善（オ・ヒョソン、朝鮮語: 어효선、1925年11月2日 - 2004年5月15日）は、大韓民国の児童文学作家、詩人、教員、随筆家。
本貫は慶興魚氏。初期のペンネームは李 好信（イ・ホシン、이호신）。号は蘭丁（ナンジョン、난정）。『青い心 白い心』の作詞者として知られている。

## 生涯
20歳から初等学校の教員を務め、1949年3月児童文学家として登場し、1950年2月に詩人として文壇に登場した。1960年に随筆家として入門した。
以後初等学校と中学校の教員を兼任しながら活動した。2002年3月に活動から引退した。自宅にて心筋梗塞で倒れ、搬送されたが79歳で死去した。

## 登場

### TVドラマ
- 梁東宰 - 《野人時代》(2003年 SBS ソウル放送 ドラマ)
- 梁東宰 - 《明洞伯爵》(2004年 EBS ドラマ)